# Vladimirs Reskājs
Vladimirs Reskājs (ur. 6 listopada 1984) – łotewski samorządowiec i polityk, od 2011 poseł na Sejm XI kadencji. 

## Życiorys
W latach 1991–2003 kształcił się w  szkole średniej w Jēkabpils. W 2007 ukończył studia ekonomiczne w Wyższej Międzynarodowej Szkole Gospodarki i Administracji Biznesu w Rydze (Rīgas Starptautiskā ekonomikas un biznesa administrācijas augstskola, RISEBA), zaś w 2009 został magistrem nauk politycznych w Uniwersytecie Stradiņša w Rydze (RSU). 
Pracował m.in. jako księgowy i analityk. W wyborach w 2009 uzyskał mandat radnego Jēkabpils z listy Centrum Zgody. Został przewodniczącym Komisji Prywatyzacji Mienia Samorządowego. W wyborach w 2010 bez powodzenia ubiegał się o mandat posła na Sejm X kadencji. Miejsce w Sejmie uzyskał w wyniku wyborów 2011. 25 września 2013 poinformował o opuszczeniu frakcji Centrum Zgody.